# Duckmäuser
Duckmäuser ist eine umgangssprachliche Bezeichnung für einen Menschen, der sich aus Angst oder Furcht, die Sympathie einer gesellschaftlichen Gruppe zu verlieren, deren Meinung anschließt, oder sich grundsätzlich anpasst und nie eine eigene Meinung äußert oder widerspricht.
Meyers Großes Konversations-Lexikon bezeichnete Duckmäuser als einen:

„Leisetreter, Schleicher, d. h. einer, der dem Mächtigen gegenüber Demut heuchelt.“

Etymologisch stammen die Wortteile vom mittelhochdeutschen tocken (verbergen, versenken) sowie musen (Mäuse fangen, listig sein, betrügen). Im Deutschen Wörterbuch der Brüder Grimm wird die Ableitung von „Duckmaus“ angenommen als einer Maus, die sich versteckt, und erklärt, das Wort bezeichne „einen heimlichen, hinterlistigen, verstockten, kopfhängerischen, tückischen, betrügerischen menschen“. In Österreich werde von „duckmausa“ gesprochen, in der Schweiz von „dunkelmüser“. Eine alte Schreibweise war auch „duckelmaus“ oder „duckelmäuser“. Auch das Substantiv „Duckmäuserei“ war üblich.
Im Volksmund bezeichnet man als Duckmäuser einen sich stets rasch fügenden, sehr demütigen, eilfertigen Menschen. Der Begriff hat jedoch einen Bedeutungswandel erfahren. Er wurde im 19. Jahrhundert noch im Sinne von „Heimlichkeit treiben, unter dem Schein der Demut seinen Vorteil suchen“ benutzt, also vergleichbar mit einem Heuchler, im modernen Sprachgebrauch auch mit einem Schleimer.

## Gebrauch in der Literatur
- Mein Vater war ein trockner Taps, ein nüchterner Duckmäuser, ich aber trinke meinen Schnaps und bin ein großer Kaiser. (Heinrich Heine, Der Kaiser von China)
- Stubenhocker und Duckmäuser sollen wir werden, die der Mutter am Fürtuch bangen, und doch haben wir Land und Freiheit nicht mit Bücherlesen und Schwätzen, sondern mit guten Spießen und langen Degen erhalten! (Gottfried Keller, Züricher Novellen. Ursula)
- Höre, du Duckmäuser, entweder hast du süßen Wein getrunken oder du bist ein heimlicher Intrigant. (Gustav Freytag, Soll und Haben)
- Indem sie nach Art von Duckmäusern sich durchdrücken, im Winkel sitzen, im Schatten schattenhaft dahinleben, machen sie sich eine Pflicht daraus: als Pflicht erscheint ihr Leben als Demut, als Demut ist es ein Beweis mehr für Frömmigkeit … (Friedrich Nietzsche, Der Antichrist)